# تناقض (مجموعه تلویزیونی ۲۰۱۴)
تناقض (گرجی: პარადოქსი) نخستین سریال تلویزیونی مشترک گرجستان و اوکراین است. پخش اولیه آن در گرجستان و از کانال تلویزیونی گرجستان در ۲ فوریه ۲۰۱۴ انجام شد. از بازیگران این سریال می‌توان به تورنیکه گوگریچیانی و گیورگی ماسخاراشولی اشاره کرد.

## داستان
دانشمند جوان و موفقی به نام ایراکلی که در حال تحقیق در مورد زندگی پس از مرگ است، به‌طور ناگهانی با فاجعه‌ای خانوادگی روبه‌رو می‌شود. پس از تلاش برای خودکشی و پنج ماه کما، او در دنیای پساآخرالزمانی بیدار می‌شود که پر از خون‌آشام‌هاست. سپس او به جست‌وجوی همسرش می‌پردازد.